# Czesław Wojtasiak
Czesław Wojtasiak (ur. 1 stycznia 1940 w Wysocku Małym) – polski polityk, poseł na Sejm PRL IX kadencji.

## Życiorys
Od 1958 pracował w Zakładach Naprawczych Taboru Kolejowego w Ostrowie Wielkopolskim; pełnił tam funkcję kierownika Oddziału Transportu. Kierowca zawodowy I kategorii. Posiada ukończony kurs mistrzowski w zawodzie ślusarskim. Do Polskiej Zjednoczonej Partii Robotniczej wstąpił w 1960. W partii był I sekretarzem POP w ZNTK Ostrów Wielkopolski. W 1975 ukończył Liceum Ogólnokształcące dla Pracujących w Ostrowie Wielkopolskim. W latach 1985–1989 pełnił mandat posła na Sejm PRL IX kadencji w okręgu Kalisz z ramienia PZPR. Zasiadał w Komisji Transportu, Żeglugi i Łączności. Udzielał się także jako ławnik Sądu Wojewódzkiego w Kaliszu oraz działacz sportowy. 

## Odznaczenia
- Srebrny Krzyż Zasługi
- Medal 40-lecia Polski Ludowej
- Srebrna Odznaka „Za zasługi dla transportu Polskiej Rzeczypospolitej Ludowej”
- Brązowa Odznaka „Za zasługi dla transportu Polskiej Rzeczypospolitej Ludowej”